# Figlie di Santa Teresa
Le Figlie di Santa Teresa (in inglese Daughters of St. Teresa) sono un istituto religioso femminile di diritto pontificio.

## Storia
La congregazione fu fondata il 6 gennaio 1960 da Teofilo Bastida Camomot, arcivescovo coadiutore di Cagayan de Oro.
Il fondatore guidò l'istituto fino al 1970, quando rinunciò alla coadiutoria e si trasferì come parroco a Pardo: sotto la sua guida la comunità era giunta a contare oltre cento religiose con case a Bukidnon, Cagayan de Oro, Cebu, Bacolod, Samar e Leyte.
Dopo il ritiro del fondatore, la guida dell'istituto passò a Antonio Fortich, vescovo di Bacolod.
La congregazione fu canonicamente eretta nell'arcidiocesi di Cebu il 15 ottobre 1985 e ottenne il riconoscimento di istituzione di diritto pontificio il 16 luglio 2009.

## Attività e diffusione
Le suore si dedicano all'educazione cristiana della gioventù, alla catechesi e alle opere sociali e pastorali.
Sono presenti in varie località delle Filippine; la sede generalizia è a Cebu.
Nel 2013 l'istituto contava 117 religiose in 45 case.